# Separate Lives
Singles par Phil Collins
Take Me Home
(1985) In the Air Tonight (remix)
(1988)
Separate Lives est une chanson interprétée en duo par Phil Collins et Marilyn Martin (en), écrite et composée par Stephen Bishop. Sortie en single le 11 novembre 1985, elle est extraite de la bande originale du film de Taylor Hackford Soleil de nuit (White Nights).
Elle atteint le sommet du Billboard Hot 100 et du hit-parade au Canada et en Irlande.
Separate Lives obtient en 1986 une nomination pour l'Oscar de la meilleure chanson originale qui est remporté par une autre chanson extraite de la même bande originale : Say You, Say Me de Lionel Richie. 

## Musiciens
- Phil Collins : Chant, batterie
- Marilyn Martin : Chant
- Nick Glennie-Smith : Piano, claviers
- Daryl Stuermer : Guitare

## Classements et certifications
| Classement (1985-1986)                     | Meilleure position |
| ------------------------------------------ | ------------------ |
| Afrique du Sud (Springbok Radio)           | 22                 |
| Allemagne (Media Control AG)               | 50                 |
| Australie (Kent Music Report)              | 14                 |
| Belgique (Flandre Ultratop 50 Singles)     | 25                 |
| Canada (RPM 100 Singles)                   | 1                  |
| États-Unis (Billboard Hot 100)             | 1                  |
| États-Unis (Hot Adult Contemporary Tracks) | 1                  |
| France (SNEP)                              | 44                 |
| Irlande (IRMA)                             | 1                  |
| Italie (FIMI)                              | 26                 |
| Norvège (VG-lista)                         | 7                  |
| Nouvelle-Zélande (RMNZ)                    | 29                 |
| Pays-Bas (Single Top 100)                  | 43                 |
| Royaume-Uni (UK Singles Chart)             | 4                  |

### Certification
| Pays              | Certification | Unités certifiées |
| ----------------- | ------------- | ----------------- |
| Royaume-Uni (BPI) | Argent        | 250 000           |

## Reprises
Le tribute band allemand Still Collins, formé en 1995, incorpore régulièrement la chanson dans son répertoire de concert,. Elle figure également sur ses albums Ballads And Love Songs Live (2006)et Live 2006 (2008).